# Bluewater (Arizona)
Bluewater ist ein Census-designated place im La Paz County im US-Bundesstaat Arizona. Das U.S. Census Bureau hat bei der Volkszählung 2020 eine Einwohnerzahl von 682 ermittelt. Bluewater hat eine Fläche von 6,1 km². 
Das Dorf liegt am Colorado River an der Grenze zu Kalifornien. Bluewater wird von der Arizona State Route 95 tangiert. Der nächste Flughafen, der Avi Suquilla Airport, liegt in Parker.